# Olof Ask
Johan Olof Ask, född 18 mars 1982 i Lund, är en svensk före detta handbollsspelare (mittsexa).

## Karriär
Olof Ask moderklubb var KFUM Lundagård. Han spelade sex säsonger i H43 Lunds seniorlag till säsongslut 2007. Under åren i H43 spelade han i U21-landslaget som vann UVM-guld 2003. Säsongen 2005/2006 vann han Elitseriens MEP-liga. Han debuterade i A-landslaget 2006 och spelade totalt elva landskamper till år 2010.
Hans första klubb i Danmark blev 2007 GOG Svendborg TGI. Klubben gjorde konkurs 2010 och nästa klubb blev den danska mästarklubben KIF Kolding.  Efter en kort tid i Kolding blev det AaB Håndbold som blev Olof Asks sista klubb i Danmark 2010-2011.
Efter proffsåren i Danmark återvände han till svensk handboll i OV Helsingborg för spel i allsvenskan 2011-2014. Att kombinera handbollen med ett arbete som civilekonom lockade mer än elitserien.
2014 var den aktiva spelarkarriären över. Olof Ask sade då att han saknade intresse för att bli tränare. Ask arbetar nu på Höganäskoncernen.